# Nigérie na Letních olympijských hrách 2004
Nigérie se účastnil Letní olympiády 2004. Zastupovalo ho 70 sportovců (24 muži a 46 žen) v 10 sportech.

## Medailisté
| Medaile | Jméno                                                  | Sport    | Soutěž                 |
| ------- | ------------------------------------------------------ | -------- | ---------------------- |
| Bronz   | Olusoji Fasuba Uchenna Emedolu Aaron Egbele Deji Aliu  | Atletika | Muži štafeta 4 × 100 m |
| Bronz   | James Godday Musa Audu Saul Weigopwa Enefiok Udo-Obong | Atletika | Muži štafeta 4 × 400 m |